# Laurent De Beul
Laurent De Beul (Dendermonde, 7 maart 1841 - Schaarbeek, 27 juni 1872) was een Belgisch kunstschilder.

## Levensloop
Hij was de broer van de kunstschilders Henri De Beul en Franz De Beul. Hij studeerde aan de Academie van Dendermonde (1857-1861; bij Frans Verhas) en daarna aan de Academie voor Schone Kunsten in Brussel (1860-1869). Voor zijn studies in Brussel genoot hij van een beurs van de Stad Dendermonde en van een studiebeurs van de Staat.
Hij schilderde religieuze onderwerpen, enkele militaire taferelen en commerciële landschappen waarin taferelen met vee, herders en/of herderinnen verwerkt waren.
Zijn religieuze taferelen zoals "Veroren zoon" en "Christus geneest een zieke" vielen op door de realistische uitbeelding. Zo plaatste hij het genezingstafereel in een duidelijk West-Europees aandoende boerenwoning.
Zijn al te korte carrière blijft slecht gedocumenteerd.

## Tentoonstellingen
- 1868, Salon te Montpellier

## Musea
- Dendermonde (tekeningen)